# He Is Risen
"He Is Risen" 34. je epizoda HBO-ove televzijske serije Obitelj Soprano i osma u trećoj sezoni serije. Napisali su je Robin Green, Mitchell Burgess i Todd A. Kessler, režirao Allen Coulter, a originalno je emitirana 15. travnja 2001.

## Radnja
Dok Tony Soprano ulazi u ured dr. Melfi zbog svojeg redovitog sastanka, saznaje da je ona igrom slučaja naručila i drugu osobu u isto vrijeme. Drugi pacijent je atraktivna žena, američka Talijanka Gloria Trillo koja radi za Globe Motors, podružnicu Mercedes-Benza. Tony isprva biva zaintrigiran njezinom osobnošću te upita dr. Melfi zašto traži pomoć psihijatra, ali ga Melfi podsjeća kako s njim ne može razgovarati i problemima drugih pacijenata.
Približava se Dan zahvalnosti, koji bi mogao donijeti animozitet između nekoliko članova obitelji. Tony je još uvijek ljut na Ralpha zbog incidenta s Tracee, rekavši kako je "izrazio nepoštovanje prema Bingu" kao i prema njemu i organizaciji. Da bi situacija bila još gora, tijekom kockanja u kasinu Bloomfield Avenue, Ralphie odbije pozdraviti Tonyja, što je običaj, i što čini ostatak Tonyjeve ekipe. Kad Ralphie konačno pozdravi Tonyja, ne pristaje na Tonyjevu ponudu da popije piće s njim. Tony se izritira ovim izražavanjem nepoštovanja, što za Ralphieja može značiti "ranu mirovinu". Tony, sjetivši se kako Ralphie i Ro dolaze k njima na večeru u povodu Dana zahvalnosti, natjera Carmelu da slaže Ro, da kaže kako ove godine neće biti večere zbog lošeg zdravstvenog stanja Carmelina oca.
Ro vjeruje kako je to laž, ali obje majke primjećuju cvjetanje odnosa između Meadow i Jackieja Jr. Ro, koja je nedavno ostala udovica nakon smrti Jackiejeva oca, jednog od Tonyjevih najbliskijih prijatelja, misli kako je ideja o njihovoj vezi sjajna. No, Carmela je prilično nesigurna, unatoč prijateljstvu i obostranom poštovanju dviju obitelji, te činjenici da svatko u njihovoj okolini smatra kako bi Meadow i Jackie Jr. bili idealan par. Carmela suptilno pokuša izbjeći da veza ne poprimi ozbiljnije dimenzije. Nakon večere na Dan zahvalnosti, u kuću Sopranovih stiže Jackie kako bi pozvao Meadow u kino. Završavaju u parkiranom autu kod kuće Huntera Scangarela gdje se počnu ljubiti, ali Meadow upozori Jackieja da njihova veza u tom trenutku nema budućnosti. Nekoliko dana kasnije, iznimno pijana Meadow ukrade Jackiejeve ključeve od auta dok se on igra u bazenu i odjuri na parkiralište. Jackie pojuri za njom kako bi je spriječio da vozi, ali je Meadow već u autu. Ona zatim umalo ne izazove nesreću i sleti s ceste. Ostaje neozlijeđena, ali Jackiejev Chevrolet Cavalier pretrpi totalnu štetu. Jackie joj kaže kako ne zna što bi napravio da je ona završila ozlijeđena ili mrtva. Oboje ostaju potreseni činjenicom koliko je nedostajalo da se dogodi tragedija. Meadow mu kaže kako želi ići s njim, a ne kući.
Ralphie shvaća kako je Carmelina isprika za nepozivanje na večeru bila paravan te izrazi svoje nezadovoljstvo Tonyjem svojim suradnicima Eugeneu Pontecorvu i Vitu Spataforeu te čak objasni situaciju radoznalom Jackieju Jr. Bijesan, namjeravajući krenuti na Tonyja, Ralph potraži savjet od Johnnyja Sacka, koji objasni kako je to što je Carmela zvala bilo "zauzimanje stava" i "dio igre". On savjetuje Ralphieju da se iskreno i uvjerljivo ispriča Tonyju jer je uistinu pokazao nepoštovanje. Ralphie se nevoljko složi. Sack obavještava Tonyja unaprijed. Johnny predloži da se Ralph promovira u kapetana, ali Tony odbije. Johnny mirno laže dvjema zaraćenim strankama kako bi postigao mir, koji je trenutno strateški najbolje rješenje. U Vesuviu, Ralphie prilazi Tonyju dok ovaj jede, ali ne biva pozvan da sjedne nego ga Tony upita zašto ga želi vidjeti. Ralphie se ispriča zbog svojih indiskrecija uključujući nepoštovanje Tonyjevih zahtjeva i ubojstva Tracee. Ralphie odlazi ispričavajući se bez da mu je Tony išta rekao, što ga ponovno razbjesni te ponovno odlazi Johnnyju kako bi mu rekao kako je spreman krenuti na Tonyja. 
Gigi Cestone, kapetan ekipe Aprile, sastaje se s Tonyjem i kaže mu kako mu smeta Ralphiejeva stalna ambicija da ga smijeni u kombinaciji sa stresovima dogovaranja ugovora i odgajanja dvoje djece, ali da to neće utjecati na njegovu produktivnost. Silvio kaže Tonyju kako će Gigija pritisak odgovornosti otjerati u grob, a Junior mu kaže da, iako je Gigi snažan i sposoban, postoji nešto što ga sprječava da bude veliki vođa i da će ekipa uvijek dovoditi u pitanje njegove vještine. Gigi na svojem radnom mjestu uživa u turskim sendvičima u razgovoru s članovima svoje ekipe. Kasnije tog dana, nakon što je Gigi pronađen na zahodskoj školjci nakon srčanog udara, Tony biva prisiljen donijeti odluku o promoviranju novog kapetana.
Na Gigijevu sprovodu, Tony promatra svoje potencijalne kandidate: Vita, koji neuredno briše znoj s lica, Eugenea, koji spava, Donnyja K., koji je zaokupljen uređivanjem nabora na svojoj kravati, i Ralphieja, koji sjedi u kutu, gladeći se za obraz i ambiciozno čekajući Tonyja. Tony je sada slobodan donijeti odluku o Gigijevoj zamjeni, što mu je sugerirao i Stric Junior, a i Silvio, da Ralphieja "pogurne" do kapetana, što je ovaj uvijek htio. Na drugoj večeri u Vesuviu, Tony kaže Ralphu da ga promovira u kapetana. Ralphie je presretan, ali se istodobno čudi je li Tony to učinio jer ga je "netko pritisnuo", ili je to uistinu zaradio svojim zaslugama. Tony mu kaže da bude sretan odlukom i pokazuje kako više nema namjere ugađati Ralphovu egu. Ralphie ga zatim upita želi li popiti piće s njim, ali Tony samo ispije svoje staro piće i izađe.
Tony kasnije posjećuje Globe Motors i upita Gloriu hoće li mu se pridružiti za testnu vožnju. Završavaju na njegovu brodu, gdje se implicira kako su vodili ljubav. Gloria zatim biva prisiljena otkazati svoju terapiju te nazove dr. Melfi kako bi je obavjestila. Dr. Melfi u pozadini očuje muški glas.

## Glavni glumci
- James Gandolfini kao Tony Soprano
- Lorraine Bracco kao Dr. Jennifer Melfi
- Edie Falco kao Carmela Soprano
- Michael Imperioli kao Christopher Moltisanti
- Dominic Chianese kao Corrado Soprano, Jr.
- Steven Van Zandt kao Silvio Dante
- Tony Sirico kao Paulie Gualtieri
- Robert Iler kao A.J. Soprano
- Jamie-Lynn Sigler kao Meadow Soprano
- Drea de Matteo kao Adriana La Cerva
- Aida Turturro kao Janice Soprano
- Joe Pantoliano kao Ralph Cifaretto
- John Ventimiglia kao Artie Bucco

### Gostujući glumci
| - Jason Cerbone kao Jackie Aprile, Jr. - Andy Davoli kao Dino Zerilli - Robert Funaro kao Eugene Pontecorvo - Jerry Adler kao Hesh Rabkin - John Fiore kao Gigi Cestone - Gregory Alan Williams kao velečasni James Jr. - Sharon Angela kao Rosalie Aprile - Peter Bogdanovich kao dr. Elliot Kupferberg - Tom Aldredge kao Hugh DeAngelis - Suzanne Shepherd kao Mary DeAngelis - Ari Graynor kao Caitlin Rucker - Vincent Curatola kao Johnny 'Sack' Sacramoni - Dan Grimaldi kao Patsy Parisi | - Joseph R. Gannascoli kao Vito Spatafore - Turk Pipkin kao Aaron Arkaway - Carl Capotorto kao Little Paulie Germani - Max Casella kao Benny Fazio - Raymond Franza kao Donny K. - Anne Assante kao Caterina Cella - Denise Borino kao Ginny 'Sack' Sacramoni - Kieran Campion kao Epsilon Zet - William DaRuffa kao Joe Paretta - Michael Hogan kao Dov Ginsberg - Annika Pergament kao TV reporterka - Margo Singaliese kao Lisa Cestone - Ariel Kiley kao Tracee - Annabella Sciorra kao Gloria Trillo |

## Prva pojavljivanja
- Gloria Trillo: pacijentica dr. Melfi i prodavačica u Globe Motorsu. Gloria je lik koji se pojavljuje još nekoliko puta do kraja treće sezone kao Tonyjeva ljubavnica.
- Little Paulie Germani: nećak Paulieja Walnutsa i član ekipe.
- Aaron Arkaway: Janicein dečko kršćanin koji pati od narkolepsije.

## Umrli
- Gigi Cestone: umire od komplikacija izazvanih srčanom bolešću na zahodu u okupljalištu ekipe Aprile.

## Naslovna referenca
- To je referenca na Ralphiejevu promociju u kapetana.
- To je i referenca na Aarona, Janiceina dečka narkoleptičara evangelika, koji upita Jackieja Jr. je li čuo "radosnu vijest, On je uskrsnuo" (misleći na uskrsnuće Isusa Krista).

## Reference na druge medije
- Smrt Dona Simpsona. Na sprovodu Gigija Cestonea (koji umire od zatajenja srca na zahodu), svi se slažu kako je Gigijeva smrt, iako prirodna, vjerojatno jedan od najsramotnijih načina za skončati. Tony Soprano kaže kako je to isto kao i "..kako je Elvis otišao". Silvio Dante pogrešno odgovara, "Onaj tip u Hollywoodu, isto. 'Don' nešto. Producent Simpsona".
- Kad Tony prepusti svoj termin Gloriji, ona ulazi u ured dr. Melfi, a kamera prikazuje Tonyja kako gleda u ured dok dr. Melfi zatvara vrata. To je referenca na posljednji kadar Kuma, s Kay Adams koja gleda Michaela Corleonea dok njegov suradnik zatvara vrata.

## Glazba
- Tijekom odjavne špice svira "The Captain" Kasey Chambers.
- Kad Ralphie okrene leđa Tonyju u kasinu, u pozadini svira "Black Hearted Woman" The Allman Brothers Banda. Prije toga se čuje "Rag Doll" The Four Seasonsa. (Pjevač Frankie Valli pojavit će se kasnije u seriji.)

## Vanjske poveznice
- He Is Risen u internetskoj bazi filmova IMDb-a